# 500 kilomètres de Donington FIA GT 2002
Navigation
Édition précédente Édition suivante
Les 500 kilomètres de Donington 2002 FIA GT, disputées le 6 octobre 2002 sur le circuit de Donington, sont la neuvième manche du championnat FIA GT 2002.

## Course

### Classement de la course
Classement à l'issue de la course (vainqueurs de catégorie en gras), :
| Pos.   | Catégorie | N° | Écurie                           | Pilotes                                          | Châssis                   | Pneus | Tours |
| Pos.   | Catégorie | N° | Écurie                           | Pilotes                                          | Moteur                    | Pneus | Tours |
| ------ | --------- | -- | -------------------------------- | ------------------------------------------------ | ------------------------- | ----- | ----- |
| 1      | GT        | 3  | Team Carsport Holland Racing Box | Mike Hezemans Anthony Kumpen                     | Chrysler Viper GTS-R      | P     | 113   |
| 1      | GT        | 3  | Team Carsport Holland Racing Box | Mike Hezemans Anthony Kumpen                     | Chrysler 8.0L V10         | P     | 113   |
| 2      | GT        | 22 | BMS Scuderia Italia              | Jean-Marc Gounon Enzo Calderari Lilian Bryner    | Ferrari 550-GTS Maranello | M     | 113   |
| 2      | GT        | 22 | BMS Scuderia Italia              | Jean-Marc Gounon Enzo Calderari Lilian Bryner    | Ferrari 5.9L V12          | M     | 113   |
| 3      | GT        | 12 | Paul Belmondo Racing             | Fabio Babini Ni Amorim                           | Chrysler Viper GTS-R      | P     | 113   |
| 3      | GT        | 12 | Paul Belmondo Racing             | Fabio Babini Ni Amorim                           | Chrysler 8.0L V10         | P     | 113   |
| 4      | GT        | 4  | Team Carsport Holland Racing Box | Fabrizio Gollin Luca Cappellari                  | Chrysler Viper GTS-R      | P     | 112   |
| 4      | GT        | 4  | Team Carsport Holland Racing Box | Fabrizio Gollin Luca Cappellari                  | Chrysler 8.0L V10         | P     | 112   |
| 5      | GT        | 2  | Larbre Compétition Chereau       | David Terrien Carl Rosenblad                     | Chrysler Viper GTS-R      | M     | 112   |
| 5      | GT        | 2  | Larbre Compétition Chereau       | David Terrien Carl Rosenblad                     | Chrysler 8.0L V10         | M     | 112   |
| 6      | N-GT      | 54 | Freisinger Motorsport            | Romain Dumas Stéphane Ortelli                    | Porsche 911 GT3-RS        | D     | 109   |
| 6      | N-GT      | 54 | Freisinger Motorsport            | Romain Dumas Stéphane Ortelli                    | Porsche 3.6L Flat-6       | D     | 109   |
| 7      | N-GT      | 76 | RWS Motorsport                   | Horst Flbermayr, Jr. Antonio García              | Porsche 911 GT3-R         | P     | 109   |
| 7      | N-GT      | 76 | RWS Motorsport                   | Horst Flbermayr, Jr. Antonio García              | Porsche 3.6L Flat-6       | P     | 109   |
| 8      | N-GT      | 50 | JMB Racing                       | Christian Pescatori Andrea Bertolini             | Ferrari 360 Modena N-GT   | P     | 108   |
| 8      | N-GT      | 50 | JMB Racing                       | Christian Pescatori Andrea Bertolini             | Ferrari 3.6L V8           | P     | 108   |
| 9      | N-GT      | 60 | JVG Racing                       | Ian Khan Johnny Mowlem                           | Porsche 911 GT3-RS        | P     | 108   |
| 9      | N-GT      | 60 | JVG Racing                       | Ian Khan Johnny Mowlem                           | Porsche 3.6L Flat-6       | P     | 108   |
| 10     | N-GT      | 58 | Autorlando Sport                 | Philipp Peter Toto Wolff                         | Porsche 911 GT3-RS        | P     | 108   |
| 10     | N-GT      | 58 | Autorlando Sport                 | Philipp Peter Toto Wolff                         | Porsche 3.6L Flat-6       | P     | 108   |
| 11     | N-GT      | 77 | RWS Motorsport                   | Alexey Vasilyev Nikolai Fomenko                  | Porsche 911 GT3-R         | P     | 106   |
| 11     | N-GT      | 77 | RWS Motorsport                   | Alexey Vasilyev Nikolai Fomenko                  | Porsche 3.6L Flat-6       | P     | 106   |
| 12     | GT        | 16 | Proton Competition               | Gerold Ried Christian Ried Mauro Casadei         | Porsche 911 GT2           | Y     | 105   |
| 12     | GT        | 16 | Proton Competition               | Gerold Ried Christian Ried Mauro Casadei         | Porsche 3.8L Turbo Flat-6 | Y     | 105   |
| 13     | N-GT      | 53 | JMB Competition                  | Peter Kutemann Batti Pregliasco                  | Ferrari 360 Modena N-GT   | P     | 104   |
| 13     | N-GT      | 53 | JMB Competition                  | Peter Kutemann Batti Pregliasco                  | Ferrari 3.6L V8           | P     | 104   |
| 14     | N-GT      | 88 | Team Eurotech                    | Mike Jordan Mark Sumpter                         | Porsche 911 GT3-R         | D     | 102   |
| 14     | N-GT      | 88 | Team Eurotech                    | Mike Jordan Mark Sumpter                         | Porsche 3.6L Flat-6       | D     | 102   |
| 15     | N-GT      | 62 | Cirtek Motorsport                | Stephen Stokoe Adam Jones                        | Porsche 911 GT3-RS        | D     | 99    |
| 15     | N-GT      | 62 | Cirtek Motorsport                | Stephen Stokoe Adam Jones                        | Porsche 3.6L Flat-6       | D     | 99    |
| 16     | N-GT      | 89 | Team Eurotech                    | David Jones Godfrey Jones                        | Porsche 911 GT3-R         | D     | 98    |
| 16     | N-GT      | 89 | Team Eurotech                    | David Jones Godfrey Jones                        | Porsche 3.6L Flat-6       | D     | 98    |
| 17     | N-GT      | 64 | Cirtek Motorsport                | Francesco Merendino Nicolas Poulain              | Porsche 911 GT3-R         | D     | 91    |
| 17     | N-GT      | 64 | Cirtek Motorsport                | Francesco Merendino Nicolas Poulain              | Porsche 3.6L Flat-6       | D     | 91    |
| 18     | N-GT      | 82 | Team Veloqx                      | Jamie Davies Ivan Capelli                        | Ferrari 360 Modena N-GT   | D     | 90    |
| 18     | N-GT      | 82 | Team Veloqx                      | Jamie Davies Ivan Capelli                        | Ferrari 3.6L V8           | D     | 90    |
| 19     | GT        | 14 | Lister Storm Racing              | Jamie Campbell-Walter Nicolaus Springer          | Lister Storm              | D     | 87    |
| 19     | GT        | 14 | Lister Storm Racing              | Jamie Campbell-Walter Nicolaus Springer          | Jaguar 7.0L V12           | D     | 87    |
| 20     | GT        | 29 | Henrik Roos Team                 | Henrik Roos Magnus Wallinder                     | Chrysler Viper GTS-R      | D     | 85    |
| 20     | GT        | 29 | Henrik Roos Team                 | Henrik Roos Magnus Wallinder                     | Chrysler 8.0L V10         | D     | 85    |
| 21 DNF | N-GT      | 52 | JMB Competition                  | Pietro Gianni Andrea Garbagnati                  | Ferrari 360 Modena N-GT   | P     | 77    |
| 21 DNF | N-GT      | 52 | JMB Competition                  | Pietro Gianni Andrea Garbagnati                  | Ferrari 3.6L V8           | P     | 77    |
| 22 DNF | N-GT      | 56 | EMKA Racing                      | Steve O'Rourke Robin Liddell                     | Porsche 911 GT3-R         | D     | 69    |
| 22 DNF | N-GT      | 56 | EMKA Racing                      | Steve O'Rourke Robin Liddell                     | Porsche 3.6L Flat-6       | D     | 69    |
| 23 DNF | GT        | 5  | Force One Racing Team            | David Hallyday Philippe Alliot                   | Chrysler Viper GTS-R      | M     | 68    |
| 23 DNF | GT        | 5  | Force One Racing Team            | David Hallyday Philippe Alliot                   | Chrysler 8.0L V10         | M     | 68    |
| 24 DNF | GT        | 1  | Larbre Compétition Chereau       | Christophe Bouchut Vincent Vosse                 | Chrysler Viper GTS-R      | M     | 66    |
| 24 DNF | GT        | 1  | Larbre Compétition Chereau       | Christophe Bouchut Vincent Vosse                 | Chrysler 8.0L V10         | M     | 66    |
| 25 DNF | N-GT      | 55 | Freisinger Motorsport            | Stéphane Daoudi Cyrille Sauvage                  | Porsche 911 GT3-RS        | D     | 63    |
| 25 DNF | N-GT      | 55 | Freisinger Motorsport            | Stéphane Daoudi Cyrille Sauvage                  | Porsche 3.6L Flat-6       | D     | 63    |
| 26 DNF | N-GT      | 83 | Team Veloqx                      | Andrew Kirkaldy Tim Sugden                       | Ferrari 360 Modena N-GT   | D     | 63    |
| 26 DNF | N-GT      | 83 | Team Veloqx                      | Andrew Kirkaldy Tim Sugden                       | Ferrari 3.6L V8           | D     | 63    |
| 27 DNF | GT        | 11 | Paul Belmondo Racing             | Marc Duez Claude-Yves Gosselin                   | Chrysler Viper GTS-R      | P     | 61    |
| 27 DNF | GT        | 11 | Paul Belmondo Racing             | Marc Duez Claude-Yves Gosselin                   | Chrysler 8.0L V10         | P     | 61    |
| 28 DNF | GT        | 9  | Team A.R.T.                      | Jean-Pierre Jarier François Lafon                | Chrysler Viper GTS-R      | P     | 57    |
| 28 DNF | GT        | 9  | Team A.R.T.                      | Jean-Pierre Jarier François Lafon                | Chrysler 8.0L V10         | P     | 57    |
| 29 DNF | N-GT      | 51 | JMB Racing                       | Andrea Montermini Iradj Alexander                | Ferrari 360 Modena N-GT   | P     | 50    |
| 29 DNF | N-GT      | 51 | JMB Racing                       | Andrea Montermini Iradj Alexander                | Ferrari 3.6L V8           | P     | 50    |
| 30 DNF | GT        | 23 | BMS Scuderia Italia              | Andrea Piccini Jean-Denis Delétraz               | Ferrari 550-GTS Maranello | M     | 45    |
| 30 DNF | GT        | 23 | BMS Scuderia Italia              | Andrea Piccini Jean-Denis Delétraz               | Ferrari 5.9L V12          | M     | 45    |
| 31 DNF | GT        | 15 | Lister Storm Racing              | Bobby Verdon-Roe (en) David Warnock Ian McKellar | Lister Storm              | D     | 44    |
| 31 DNF | GT        | 15 | Lister Storm Racing              | Bobby Verdon-Roe (en) David Warnock Ian McKellar | Jaguar 7.0L V12           | D     | 44    |
| 32 DNF | GT        | 32 | Dart Racing                      | Luca Riccitelli Dieter Quester                   | Ferrari 550 Maranello     | P     | 3     |
| 32 DNF | GT        | 32 | Dart Racing                      | Luca Riccitelli Dieter Quester                   | Ferrari 6.0L V12          | P     | 3     |
| DNS    | N-GT      | 74 | Cirtek Motorsport                | Peter Cook Jamie Wall                            | Porsche 911 GT3-RS        | D     | –     |
| DNS    | N-GT      | 74 | Cirtek Motorsport                | Peter Cook Jamie Wall                            | Porsche 3.6L Flat-6       | D     | –     |